# Ibycter americanus
El caracara gorgirrojo (Ibycter americanus) es una especie de ave falconiforme de la familia Falconidae propia de América Central y del Sur. Es el único miembro del género monotípico Ibycter.

## Nombres comunes
Es también conocido como chupacacao de vientre blanco, cacao avispero, caracara comecacao, caracara de vientre blanco, caracara ventriblanco, chupacacao ventriblanco, tatatao.

## Distribución
Su distribución se extiende al norte hasta el sur de México, con una población aislada y local al sur de Costa Rica y norte de Panamá. Su distribución geográfica al sur incluye la mayor parte del norte y centro de América del Sur; Colombia, Venezuela, las Guayanas, este y noroeste de Ecuador, la región Amazónica al oriente de Perú, la región Amazónica al norte de Bolivia y casi todo Brasil.

## Características
Las hembras, como es normal en el orden Falconiformes, son más grandes que los machos, pesando de 560 a 770 gramos. Los machos pesan entre 510 a 570 g. La longitud total es de 43 a 57 cm.

## Historia natural
Es común en buena parte de su distribución geográfica. Es sedentaria. Social, se lo ve en grupos de 3 a 6 individuos, hasta una decena de ellos. Suele andar en parejas, o en forma solitaria también. Hace el nido en los árboles, pone dos o tres huevos blancos con manchas castañas.
Habita márgenes de las selvas húmedas, claros de la selva, y bordes de la misma en los cursos de agua, en zonas arboladas, con vegetación secundaria. También en bosques secos. Ocupando un piso altitudinal entre el nivel del mar y los 1.500 metros de altura.
La alimentación consiste en larvas de las avispas. Va al nido de estos himenópteros lo rompe con el pico, atrapando las larvas. Las avispas adultas, que son tan belicosas, no lo atacan. Revolotean a su alrededor y se van. También se alimenta de frutas, semillas, invertebrados, artrópodos y huevos de tortuga.

## Subespecies
No se rereconocen subespecies.
Los ejemplares que habitan al sur de Brasil demuestran ser algo más grandes y se le consideraban una subespecie. Los que habitaban al sur de México y América Central también presentan ciertas diferencias en el tamaño y también se les consideró ser una subespecie. Ambos casos por ahora se tratan como variaciones geográficas, tal vez razas, pero no lo suficiente definidas para ser subespecies.